# Morris Ketchum
Morris Ketchum (février 1796 - 1er janvier 1880) était un banquier et financier américain du XIXe siècle. En 1832 il s'associa avec Thomas Rogers et Jasper Grosvenor et créa avec ces derniers l'entreprise ferroviaire Rogers, Ketchum and Grosvenor, qui devint ensuite la Rogers Locomotive and Machine Works. La firme était en son temps la deuxième plus importante société de construction de locomotives à vapeur d'Amérique du Nord.
Ketchum était aussi directeur de l'Illinois Central Railroad. Durant son mandat au sein de l'agence il parvint a écouler de nombreuses locomotives fabriquées à la Rogers Locomotive and Machine Works.
Il dirigea également au côté de son fils, Edward B. Ketchum, la société financière Ketchum, Son and Company à New York. Edward fut plus tard jugé coupable d'avoir détourné près de 2,5 millions de dollars afin de recouvrir ses pertes remontant aux années 1860. Ce fut grâce à la bonne réputation de Morris Ketchum qu'Edward échappa pour un temps aux premières suspicions.